# Reformierte Kirche Henggart

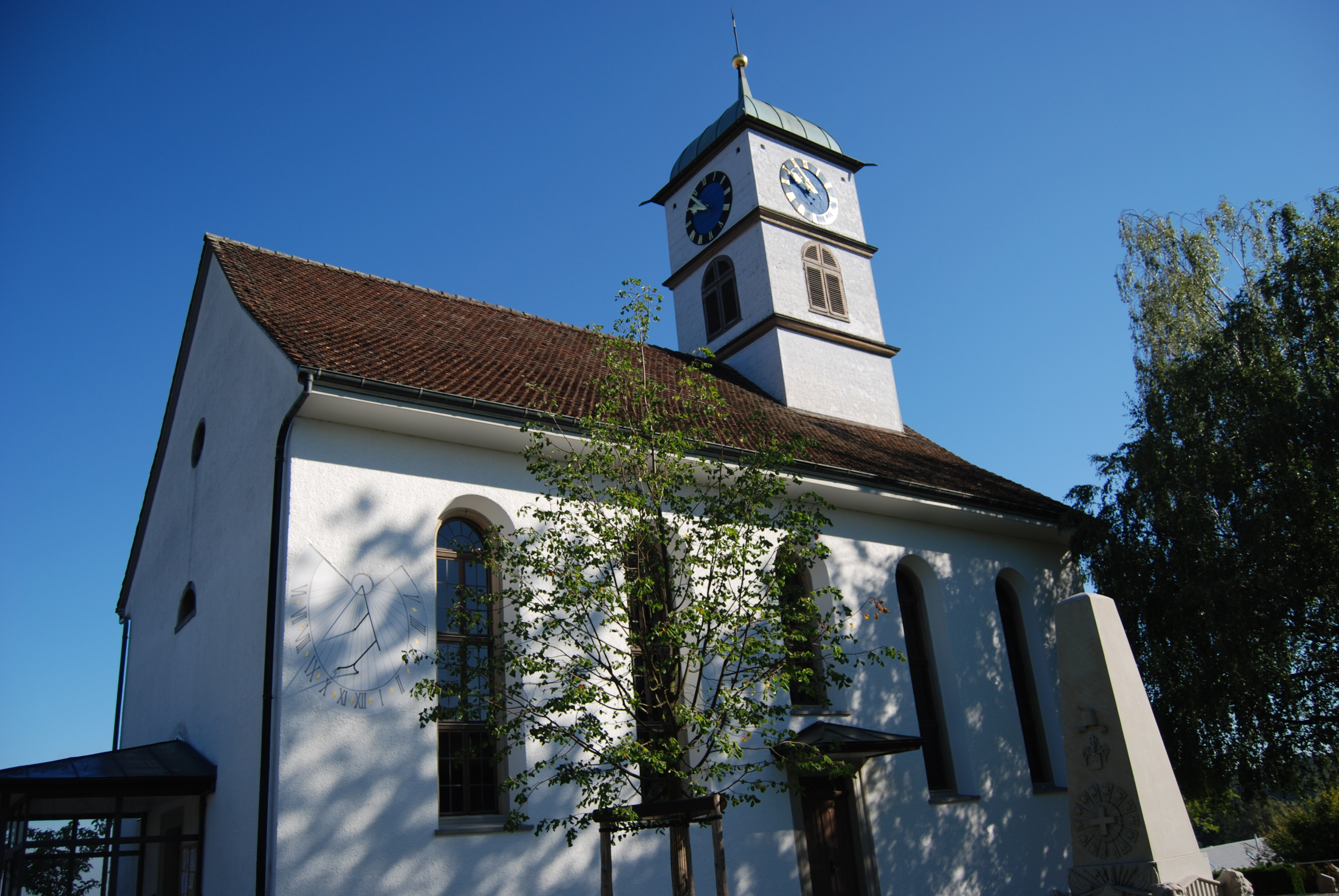
Kirche Henggart

Die Reformierte Kirche Henggart ist ein Kirchengebäude in der Gemeinde Henggart, Schweiz.

## Geschichte
Die heutige Kirche ist 1820 nach Plänen von Johannes Volkart im klassizistischen Stil errichtet worden. Ursprünglich geplant war eine oktogonale Kirche, womöglich eine Querkirche nach dem Vorbild der Kirche Wilchingen. Die Gemeinde zog jedoch eine einfachere und günstigere Variante von Volkarts ursprünglichem Projekt vor. Zuletzt renoviert wurde die Kirche 1972.

## Beschreibung
Die Kirche folgt dem Schema der einfachen Saalkirche mit polygonalem Abschluss. Dieses Bauschema war in der protestantischen Sakralarchitektur der Schweiz bis ins 19. Jahrhundert hinein sehr beliebt. Die Kirche Henggart gehört zu den letzten Beispielen dieses Typus. Die Hauptfassade ist abgesehen von einem Vorzeichen kaum ausgestaltet. Die Seitenfassaden werden dagegen von hohen Rundbogenfenstern deutlich gegliedert. Über dem Chor befindet sich ein grosszügig angelegter Dachreiter mit Uhr- und Glockengeschoss. Bekrönt wird er von einer Welschen Haube.
Der schlichte Innenraum verfügt über eine hölzerne Empore mit einer 1974 erbauten Mathis-Orgel über dem Hauptportal. (Die 1931 erbaute Kuhn-Orgel hatte zentral im Chor gestanden.) Der Stuck beschränkt sich auf einen einfachen, rechteckigen Deckenspiegel, in dessen Mitte ein Kronleuchter im Empire-Stil hängt. Taufstein und Kanzel befinden sich in der polygonalen Chorzone.